# 2714 Matti
2714 Matti (1938 GC) là một tiểu hành tinh vành đai chính được phát hiện ngày 5 tháng 4 năm 1938 bởi H. Alikoski ở Turku.